# Piliscsaba vasútállomás
Piliscsaba vasútállomás a vonallal egyidős történetű állomások egyike az 1895-ben átadott Budapest–Esztergom-vasútvonalon, a Pest vármegyei Piliscsaba területén, a Magyar Államvasutak Zrt. (MÁV) üzemeltetésében. A város központi részén létesült, közúti elérését a 10-es főútból kiágazó 11 304-es számú mellékút (települési nevén Bajcsy-Zsilinszky utca / Vasút utca) biztosítja. Helyközi buszjáratok érintik.
Korábban az állomás egy ideig a vasútvonal zónahatára volt: több munkanapi sűrítő járat itt fordult, illetve a zónázó járatok idáig csak a fontosabb állomásokon és megállóhelyeken állnak meg, innen Esztergomig viszont mindenhol.
Érdekesség, hogy az állomáson kívül a kisváros közigazgatási területén további három vasúti megállóhely is található (bár az egyiken egy ideje szünetel a személyforgalom).
Áthaladó vasútvonal:
- Budapest–Esztergom-vasútvonal (2)

## Leírása

### Vágányhálózat
Az állomás négy-, más forrás (egy térképi adat) szerint háromvágányosként épült az eredetileg egyvágányos vonalszakaszon, az áthaladó vágány ez utóbbi forrás szerint a felvételi épülettől legtávolabbi hármas vágány volt. A vasútvonal 2012-2013 közti átépítésének eredményeként a vágányok száma három lett, miután a rakodási és tárolási célra fenntartott létesítményeket felszámolták. A felújítás során az állomási peronokat az utasvédelem miatt egymástól eltolva képezték ki, úgy, hogy az utasok nemcsak az állomásépület melletti első vágány, de a második és harmadik vágány peronját is lépcsőzés nélkül, szintbeli átjárón közelíthetik meg, amely átjárót így csak az induló vonatok keresztezik.
A piliscsabai állomás látképének jellegzetes eleme volt az állomásépülettől keletre elhelyezkedő gyalogos felüljáró, amely a peronrendszer átalakítása miatt szükségtelenné vált, ezért 2013-ban elbontották. Megszüntették az állomáson a korábbi közforgalmi rakodót is.

### Állomásépület
Az állomásépület még a vasútvonal létesítése idején épült, az 1890-es évek derekán; kisebb rongálások ellenére jó állapotban érte meg a 21. századot is. Az állomáson pénztár, váróterem, utastájékoztató berendezés és nyilvános wc is üzemel. A forgalmi iroda kéktúra-igazolópontként is működik, az állomás közvetlen környezetében büfé és üzletek is találhatók.

## Megközelítés budapesti tömegközlekedéssel
- Busz:  799, 832

## Forgalom
| Járat | Útvonal | Gyakoriság                                                  |
| ----- | --- | ----------------------------------------------------------- |
| S72   | Budapest-Nyugati – Rákosrendező – Angyalföld – Újpest – Aquincum – Óbuda – Aranyvölgy – Üröm – Solymár – Szélhegy – Vörösvárbánya – Pilisvörösvár – Szabadságliget – Klotildliget – Piliscsaba – Magdolnavölgy – Pilisjászfalu – Piliscsév – Leányvár – Dorog – Esztergom-Kertváros – Esztergom | Hajnalban 30 percenként, késő este óránként                 |
| S72   | Budapest-Nyugati – (Rákosrendező →) Angyalföld – Újpest – Aquincum – Óbuda – Aranyvölgy – Üröm – Solymár – Szélhegy – Vörösvárbánya – Pilisvörösvár – Szabadságliget – Klotildliget – Piliscsaba                                                                                                | Munkanapokon reggel 3 Budapest felé, este 2 Piliscsaba felé |
| S76   | Rákos – Újpalota – Angyalföld – Újpest – Aquincum – (Óbuda) – Aranyvölgy – (Üröm) – Solymár – Szélhegy – Vörösvárbánya – Pilisvörösvár – Szabadságliget – Klotildliget – Piliscsaba | Munkanapokon félóránként, hétvégén óránként                 |
| Z72   | Budapest-Nyugati – Angyalföld – Újpest – Aquincum – Solymár – Pilisvörösvár – Piliscsaba (– Magdolnavölgy) – Pilisjászfalu – Piliscsév – Leányvár – Dorog – Esztergom-Kertváros – Esztergom | Hétköznap óránként                                          |
| Z72   | Budapest-Nyugati → Angyalföld → Újpest → Aquincum → Aranyvölgy → Solymár → Pilisvörösvár → Piliscsaba → Pilisjászfalu → Piliscsév → Leányvár → Dorog → Esztergom-Kertváros → Esztergom | Hétköznap reggel 1 Esztergom felé                           |
| Z72   | Budapest-Nyugati – Rákosrendező (– Vasútmúzeum) – Angyalföld – Újpest – Aquincum – Solymár – Pilisvörösvár – Piliscsaba (– Magdolnavölgy) – Pilisjászfalu – Piliscsév – Leányvár – Dorog – Esztergom-Kertváros – Esztergom                                                                      | Hétvégén óránként                                           |